# 入らずの森
『入らずの森』（いらずのもり）は、日本の小説家宇佐美まことによる小説である。
単行本は、2009年3月10日に祥伝社より刊行された。単行本の装幀は、かとうみつひこによる。文庫版は、2012年3月12日に祥伝社文庫より刊行された。
文筆家の門賀美央子は、「地味だけれども、力のある名作」「正統派ホラーであり、社会問題にも鋭く迫っている」と評している。ミステリ評論家の千街晶之は、「『るんびにの子供』『虹色の童話』と同様に、登場人物の人生と、作中で起きる怪異とののっぴきならない関係が表現されている」と述べている。文芸評論家の東雅夫は、「四国の霊的風土を背景とする本格的なホラー・ジャパネスク長編で、とても読み応えのある逸品」と評している。

## あらすじ
高知との県境にある愛媛の尾峨（おが）の地は、平家の落人が築いた隠れ里といわれている。圭介は、尾峨にある尾峨中学校に東京から赴任してきた。圭介には、陸上競技中の接触事故で、アスリートとしてのキャリアに終止符を打った過去があった。転校生である杏奈は、ある理由から尾峨の地を嫌っていた。隆夫は、広島から尾峨の地に移り住み、農業に勤しんでいるが、地域に溶け込めず疎外感を募らせていた。肩まである髪を金色に染めている杏奈を、隆夫は苦々しい気持ちで見ていた。無関係だった3人が不入森（いらずのもり）で交錯したとき、思わぬ出来事が起きる。

## 主な登場人物
金沢圭介（かなざわ けいすけ）
中学校の体育教師。
吉田杏奈（よしだ あんな）
金髪の転校生。
松岡隆夫（まつおか たかお）
Iターン就農者。